# Calyptotheca anceps
Calyptotheca anceps is een mosdiertjessoort uit de familie van de Lanceoporidae. De wetenschappelijke naam van de soort is, als Lepralia anceps, voor het eerst geldig gepubliceerd in 1879 door MacGillivray.